# 碧流河 (辽宁)
碧流河，位于中华人民共和国辽宁省南部的一条河流，因历史上河水清澈碧绿而得名，发源于盖州市卧龙泉镇腰堡子村以东的新开岭，西流至北阳村转西南流，经矿洞沟镇后注入石门水库，出库后向西至万福镇西南右纳梁屯河后转南流，自什字街镇以东的北崴子起，成为庄河市与盖州市、大连市普兰店区之间的界河，向南经碧流河水库，最后于普兰店区城子坦街道渔业村注入黄海。河流全长156千米，流域面积2814平方千米，年均径流量8.5675亿立方米，年平均径流深304.5毫米。碧流河上游沟壑纵横，植被较差，水土流失较重。流域内经济以农业为主，主要种植玉米、水稻、高粱等。